# Attentat de la gare Saint-Charles de Marseille
 (février 2025).
L'attentat de la gare Saint-Charles de Marseille est un acte terroriste islamiste commis le 1er octobre 2017 à la gare de Marseille-Saint-Charles au cours duquel deux jeunes femmes sont tuées à l'arme blanche. L'assaillant est tué par des militaires d'une patrouille de l’opération Sentinelle. L'attaque est revendiquée par l'État islamique dans les heures qui suivent les assassinats.

## Contexte
Cet assassinat se déroule quelques jours après une série d'autres attaques terroristes commises en Europe et également, pour certaines, revendiquées par l'État islamique. L'attaque a lieu la veille de l'ouverture du procès des complices des attentats de mars 2012 en France, les premiers de la série d'attentats djihadistes commis en France dans les années 2010.
Il se produit aussi six mois après l'arrestation de plusieurs personnes soupçonnées de préparer un attentat de grande ampleur à Marseille.

## Déroulement
Le dimanche 1er octobre 2017 vers 13 h 45, le Tunisien Ahmed Hanachi, assis sur un banc, s'est d’abord jeté par derrière sur sa première victime qui n'a pas eu le temps de réagir, puis est revenu sur ses pas pour attaquer la deuxième femme en lui donnant de nombreux coups de couteaux « à la vitesse d’un marteau-piqueur » tout en criant « Allah Akbar ». Une des victimes a été égorgée, l'autre éventrée. Une passante a essayé de s'interposer en donnant à l'assaillant des coups de porte-drapeau mais en vain. Les deux victimes qui sont décédées à la suite des attaques sont âgées respectivement de 20 et 21 ans — Mauranne Harel, étudiante en troisième année de médecine à Marseille et Laura Paumier, étudiante en deuxième année d'infirmière à Lyon — et étaient cousines,,. L'assaillant était armé d'un couteau de boucher et en possession d'un second. Il a été abattu peu de temps après par un caporal de 27 ans de la 5e compagnie de réserve du 1er régiment étranger de génie d'une patrouille de l’opération Sentinelle qu'il s'apprêtait à attaquer,.

## Enquête judiciaire
- Dimanche 1er octobre 2017 (jour de l'attaque) :
  - La section antiterroriste du parquet de Paris a été saisie de l’enquête pour les motifs : « assassinats en relation avec une entreprise terroriste » et « tentative d'assassinat sur personne dépositaire de l'autorité publique »[5].
  - Les investigations doivent permettre de préciser le profil et l'itinéraire de l'auteur de l'attaque.
  - Le ministère de l'Intérieur saisit, le soir, l'Inspection générale de l'administration à la suite de la procédure avortée d'expulsion le 29 septembre 2017.
- Lundi 2 octobre :
  - Le procureur de la République de Paris, François Molins, fait une première conférence de presse à midi afin de livrer les premières informations officielles[13].
- Mardi 3 octobre :
  - L'analyse du téléphone portable de l'auteur a permis d'interpeller cinq personnes (quatre hommes et une femme) en contact régulier avec l’assassin. Elles ont été placées en garde à vue. Les enquêteurs cherchent alors notamment à déterminer chez qui Ahmed Hanachi a passé la nuit avant l'attentat[14]. Des perquisitions ont également été faites simultanément dans le centre-ville marseillais.
- Mercredi 4 octobre :
  - L’assassin logeait au 8, impasse Collet à Marseille.
- Jeudi 5 octobre :
  - Le premier ministre tunisien Youssef Chahed déclare : « Nous n’avons pas vraiment de liens aujourd’hui ou de preuve montrant l’attachement, quand cette personne était en Tunisie, avec Daesh »[15].
  - 2 000 € ont été crédités sur le compte de l’assassin peu de jours avant les faits. Il s'agirait des résultats d'une « escroquerie à la charité » visant en particulier les quatre personnes avec qui il était en contact[16].
- Samedi 7 octobre :
  - Anis Hanachi, le frère de l'auteur de l'attaque de la gare de Marseille, est arrêté en Italie le 7 octobre 2017 ; de 2014 à 2016, il avait combattu en Syrie et en Irak dans les rangs de l'État islamique[17]. Un non-lieu sera plus tard prononcé à son encontre[18].
- Dimanche 8 octobre :
  - Anouar Hanachi, l'autre frère d'Ahmed Hanachi, et sa femme, sont interpellés à la frontière italo-suisse, au centre d'accueil de Chiasso en Suisse[19] et devraient être expulsés vers la Tunisie[20].
- Mardi 10 octobre :
  - À la suite d’un rapport de l’Inspection générale de l'administration relevant des dysfonctionnements dans la procédure de reconduite à la frontière, le gouvernement met fin aux fonctions du préfet du Rhône, Henri-Michel Comet, et du secrétaire de sa préfecture de la région Auvergne-Rhône-Alpes, Xavier Inglebert[21],[22].

### Profil de l'assassin
C'est un ressortissant tunisien en situation irrégulière, sans-abri, divorcé, escroc et toxicomane. Il aurait été endoctriné par son frère, Anouar Hanachi, connu pour avoir fait le djihad en territoire syro-irakien.
Il est connu des services de police italien et français pour des faits de délinquance. En revanche, il était inconnu des services de renseignement (en particulier il ne faisait pas l'objet d'une fiche S)[réf. nécessaire].
D'après la presse italienne, il arrive en 2006 en Italie. En 2008, il se marie à Aprilia, avec une Italienne. Il avait été arrêté en Italie à deux reprises pour vol et revente de drogue. En 2014, le couple divorce, notamment en raison de ses problèmes de toxicomanie et de dépendance à l'alcool. 
De 2014 à 2015, il a vécu de petits boulots, dans l’agriculture et la construction. Il vivait dans les Marais pontins au sud de Rome, une zone où en un an et demi, quatre Tunisiens suspectés de fanatisme religieux ont été expulsés. C’est aussi là qu’a gravité Anis Amri, auteur de l’attentat de Berlin, en décembre 2016, également ressortissant tunisien. Selon La Stampa, les services antiterroristes ont « L’idée qu’une base logistique pour des Tunisiens proches de l’extrémisme a été établie à Aprilia, et plus particulièrement à Campoverde, au sein de cette campagne constellée de mas isolés mais située à deux pas des grands axes de communication et à 40 kilomètres de Rome. Il ne s’agirait pas de djihadistes "formés" mais de personnes marginales en situation irrégulière, qui auraient pu recevoir, à cet endroit, l’endoctrinement qui les a menées à la radicalisation. » Selon La Repubblica, on ne peut pas prouver pour l'instant qu’Ahmed Hanachi ait été en contact avec Anis Amri ou avec les quatre Tunisiens, ni même qu'il les ait jamais rencontrés. En 2015, il est localisé en France. Il avait été arrêté ou condamné pour une dizaine de faits de délinquance mineurs de droit commun entre Marseille, Toulon et Lyon et était alors connu de la police sous sept identités différentes. Il est en contact régulier avec quatre personnes lors de son passage en France.
À l'été 2016, il est épaulé par son frère Anouar pour mettre un terme à sa consommation de drogue en Tunisie. Il retourne ensuite en Italie et en France. Fin juin, début juillet 2017, il se fixe à Marseille. Il a pris contact avec des membres de la communauté tunisienne de Marseille, notamment un restaurateur originaire du sud du pays. À l'aide du réseau associatif, Ahmed Hachani a trouvé et loué un petit appartement à 430 euros par mois au 8, impasse Collet, quartier de Saint-Mauront (IIIe arrondissement). Dans la résidence il avait le logement le plus retiré et discret. « Il était souriant, tranquille et faisait tout pour ne pas se faire remarquer. Il expliquait qu'il attendait de l'argent pour ouvrir un snack ». « Fait étrange, il parlait sans arrêt de la colonisation française en Tunisie. ».
Une somme de 2 000 € est créditée sur son compte courant septembre. Il s'agirait de l'argent gagné par escroquerie à la charité.
Le 29 septembre 2017, il est interpellé pour le vol d'un blouson à 39 €. En tant que ressortissant tunisien en situation irrégulière, une procédure de reconduite à la frontière est lancée mais échoue. En effet, il n'a pas pu être placé en centre de rétention car la préfecture des Bouches-du-Rhône n'a pas donné son accord du fait de l'absence d'une personne ayant autorité pour signer la procédure d’expulsion et de placement en détention. Il est donc libéré le samedi 30 septembre de sa garde à vue, un jour avant l'attaque. L'enquête administrative qui est diligentée montre des dysfonctionnements qui entraînent l'éviction du préfet du Rhône, Henri-Michel Comet.
Peu avant le 1er octobre, il télécharge de la propagande djihadiste sur son iPhone. Il fume du cannabis peu avant l'attaque.

## Suites judiciaires
Un temps poursuivi pour association de malfaiteur terroriste, le frère du tueur Anis Hanachi bénéficie finalement d'un non-lieu en avril 2021. Son frère Anouar Hanachi est quant-à lui incarcéré en Tunisie pour « appartenance à une entreprise terroriste »,.
En 2018, les parents des deux victimes attaquent en justice l'État devant le tribunal administratif de Lyon,. Toutefois, par deux jugements du 22 janvier 2020, ce tribunal rejette les demandes indemnitaires, estimant que l’État n’avait pas commis de faute de nature à engager sa responsabilité en s’abstenant d’édicter une mesure d’éloignement, assortie d’un placement en rétention, à l’encontre de Ahmed Hanachi.
Le 23 février 2023, le Conseil d'État examine le dossier en vue d'un recours.

## Réactions
Le jour de l'attaque :

### Réactions nationales
- Le président de la République, Emmanuel Macron, déclare être « profondément indigné par cet acte barbare, en peine avec les familles et les proches des victimes de Marseille[41]. »
- Le Premier ministre Édouard Philippe dit sa « colère et tristesse pour les victimes. Soutien aux militaires et policiers de Sentinelle qui nous protègent. Nous ne baissons pas la garde ».
- Le ministre de l'Intérieur, Gérard Collomb, se rend sur place et annonce sur Twitter que ses « pensées vont aux familles des victimes de ce drame ».
- La ministre des Armées, Florence Parly : « Indignation et solidarité à la suite de l'attaque de Marseille. Les patrouilles Sentinelle continuent de veiller à notre sécurité ».
- Le député des Bouches-du-Rhône, Jean-Luc Mélenchon : « Marseille pleure avec ses pauvres victimes. L'assassin est aussi répugnant que ses motifs ».
- La sénatrice des Bouches-du-Rhône, Samia Ghali : « C'est l’effroi, ça fait bizarre quand c’est votre ville qui est attaquée. La gare Saint-Charles, ce n'est pas un lieu neutre, c’est un lieu où, au-delà des passagers, c’est aussi les Marseillais qui vivent autour. C’est toujours choquant, et malheureusement inquiétant. Il faut être très très prudent dans les heures, voire les jours qui viennent ».

### Réactions locales
- Le président de la région PACA, Renaud Muselier, présent à la gare Saint-Charles : « Je suis venu féliciter le militaire qui a abattu l'assassin et l'ensemble de nos forces de l'ordre qui mettent leur vie en danger ».
- La présidente du conseil départemental des Bouches-du-Rhône, Martine Vassal : « Je salue le professionnalisme des militaires de l’opération Sentinelle qui ont abattu le terroriste gare St-Charles, avant de poursuivre : Je suis à la disposition de l’État pour aider à financer une meilleure sécurisation de l’espace public. Nous ne reculerons jamais. »
- Le maire de Marseille :

« Ce qui s'est passé cet après-midi à la gare Saint-Charles est une horreur.
Deux jeunes femmes ont été assassinées dans ce lieu symbolique, emblème d'une ville ouverte sur tous les horizons, par un homme qui agissait au nom du mal. C'est une tragédie dont l'ampleur a pu être limitée grâce à l'intervention immédiate de l'un des hommes de l'opération Sentinelle.
Je tiens à remercier ces hommes et ces femmes présents tous les jours sur le terrain pour le dévouement et le courage dont ils font preuve pour assurer la sécurité des Marseillais et de tous nos visiteurs.
Cette ignominie est une nouvelle expression de la barbarie qui menace nos démocraties et qui a frappé à Marseille comme hier à Paris, à Londres, à Bruxelles, à Madrid, à Barcelone, à Nice…
Nous ne céderons rien dans ce combat où nos valeurs, quoi qu'il en coûte, triompheront.
Au nom de toutes les Marseillaises et tous les Marseillais j'adresse mes plus sincères condoléances aux familles des deux victimes. »

— Jean-Claude Gaudin

## Hommages

### Minutes de silence et cérémonies
Le mardi 3 octobre 2017, pour rendre hommage aux victimes, des minutes de silence ou des cérémonies ont été organisées à :
- L'Assemblée nationale (en l'honneur, également, des victimes de la fusillade de Las Vegas).
- Rillieux-la-Pape (où a grandi Laura, l'une des deux victimes), hommage rendu par 1 200 personnes.
- L'université d'Aix-Marseille (où étudiait Mauranne, l'une des deux victimes), par les 76 000 étudiants et les 8 000 membres du personnel.
- L'Assistance publique - Hôpitaux de Marseille.

### Obsèques des victimes
Le jeudi 5 octobre 2017, les obsèques des deux cousines tuées durant l'attaque ont lieu dans l'église d'Éguilles, où le glas sonne à 10 h 45, en présence de plusieurs centaines de personnes. Durant la cérémonie, la mère de Mauranne tient à adresser un message d’amour et de paix.
L’archevêque de Marseille, Mgr Georges Pontier conduit la cérémonie à laquelle assistent notamment les maires de Marseille, Jean-Claude Gaudin, d'Aix-en-Provence, Maryse Joissains, et d'Éguilles, Robert Dagorne, ainsi que le préfet de région Stéphane Bouillon.
Le lendemain, une veillée de prières en hommage à Laura et à sa cousine Mauranne se tient à Rillieux-la-Pape, en l'église Saint-Pierre-Chanel.

### Ville de Marseille
Une plaque en hommage aux deux jeunes femmes est posée sur le parvis de la gare Saint-Charles,.
Le 11 novembre 2024, la plaque commémorative est vandalisée. Une enquête judiciaire est en cours pour trouver les auteurs de cet acte.

## Revendication et analyse
Quelques heures plus tard, le groupe État islamique revendique l'attentat via un communiqué diffusé sur son organe de propagande Amaq.

Selon le chercheur Romain Caillet : 

« Jusqu'à présent, on ne connaît pas de cas où l'État islamique a revendiqué à tort ou par opportunisme un attentat ou un crime. […] Je pense que d'une manière ou d'une autre, ils ont effectivement un lien avec l'auteur de l'attaque. Maintenant, ce qui est surtout important, c'est que ce type d'attaque a été validé par Daech. Parce qu'il y a eu des attentats ou des crimes où, pour plusieurs raisons, l'État islamique ne voulait pas en assumer la responsabilité et ne les revendiquait pas. Là, on a passé un nouveau palier, car il y a cette fois deux femmes qui ont été poignardées délibérément dans les rues de Marseille. Il y a eu une volonté de viser spécifiquement des femmes. »

À l'inverse, des agents des renseignements qualifient la revendication d'« opportuniste »,. Partant de là, le journaliste Wassim Nasr émet l'hypothèse que Daech revendiquerait des actes compatibles avec ses méthodes et ses objectifs, mais qu'il n'aurait ni commandité ni aidé. La manœuvre viserait à encourager des personnes sans lien direct avec l'organisation à agir en autonomie de manière imprévisible, dans le but de maintenir une terreur latente. Et ceci afin de compenser la perte de capacité opérationnelle que Daech subit depuis les revers infligés en Irak et en Syrie. De même l'universitaire Jenny Raflik estime que Daech multiplie les revendications opportunistes, comme à Marseille, pour « occuper l’espace médiatique et pousser des gens à agir en son nom dans leur propre pays. »

### Marseille, une ville non épargnée par le terrorisme islamiste
Cette attaque porte à 241 le nombre de victimes tuées dans des attentats en France depuis 2015. Marseille était une cible désignée par l'État islamique et plusieurs interpellations de suspects de terrorisme avaient déjà eu lieu. Le 11 janvier 2016, un lycéen turc d'origine kurde avait attaqué par derrière à la machette Benjamin Amsellem, un professeur juif qui avait paré les attaques à l'aide d'une Torah qu'il portait. L'agresseur avait été condamné à 7 ans de prison le 2 mars 2017,.